# Арвід Брорссон
Арвід Брорссон (швед. Arvid Brorsson, нар. 8 травня 1999, Еребру, Швеція) — шведський футболіст, центральний захисник італійського клубу «Монца».

## Ігрова кар'єра

### Клубна
Арвід Брорссон народився у місті Еребру і там починав займатися футболом у місцевих клубах. У 2015 році він приєднався до молодіжної команди клубу «Еребру». 1 грудня 2016 року футболіст підписав з клубом перший професійний контракт. 17 травня 2017 року Брорссон провів перший матч у чемпіонаті Швеції. В серпні 2019 року футболіст отримав травму і вибув з гри на кілька місяців.
Другу половину сезону футболіст провів в оренді в клубі Супереттан «Ергрюте». А в березні 2021 року підписав з цим клубом повноцінний контракт на два роки.
В січні 2023 року Брорссон повернувся до Аллсвенскан, підписавши контракт з клубом «М'єльбю». Саме тут футболіст забив свій перший гол на професійному рівні.
В січні 2025 року Брорсон перейшов до стану італійської «Монци», з якою уклав угоду до літа 2027 року.

### Збірна
7 червня 2019 року Арвід Брорссон провів єдину гру в складі молодіжної збірної Швеції.

## Досягнення
М'єльбю
- Фіналіст Кубка Швеції: 2022/23